# Лардот, Раиса
Раиса Лардот (урождённая Ларюшкина; вепс. Raisa Lardot (Larüškina); фин. Raisa Lardot (Larjuškina); род. 17 января 1938, Шокша, Карельская АССР) — финская писательница вепсского происхождения. По образованию — воспитатель детского сада.

## Биография
Родилась 17 января 1938 года в деревне Шокша в Карелии. После начала Великой Отечественной войны отец семейства был мобилизован в Красную Армию. Служил в 131-м стрелковом полку 71-й стрелковой дивизии. В сентябре 1941 года дезертировал и перешёл на сторону Финляндии. Приехала в Финляндию шестилетней беженкой во время Советско-финской войны 1941—1944 годов вместе с отцом, матерью и пятью братьями и сестрами. Осенью 1944 года семья поселилась в Меллиля в Варсинайс-Суоми. Однако позже отец был заключён в тюрьму и экстрадирован обратно в Советский Союз, а на мать была возложена обязанность заботиться о шестерых детях как родителя-одиночки. Остальная часть семьи только позже узнала, что отец был приговорён к десяти годам лишения свободы и умер в сибирском лагере для военнопленных в 1947 году.
Работы Лардот автобиографичны и описывают жизнь женщины. Лардот также публично говорила о дискриминации, с которой она столкнулась в детстве и юности из-за своего происхождения.
В начале 1960-х Раиса вышла замуж за бельгийца Андре Лардота, и у них родилось двое детей. Мужчина был парализован в результате несчастного случая в 1969 году, и Раиса ухаживала за ним. Иногда они жили порознь, но снова сходились. Они жили в Кауниайнене. Андре Лардот умер в апреле 2020 года, проведя в доме престарелых более года.